# Girls' Generation
Girls' Generation (Koreaans: 소녀시대; RR: Sonyeo sidae) is een Zuid-Koreaanse meidengroep, opgericht in 2007 door SM Entertainment. De groep bestaat uit Taeyeon, Sunny, Tiffany, Hyoyeon, Yuri, Sooyoung, Yoona en Seohyun.

## Geschiedenis
Aanvankelijk kreeg de groep, met singles als Into the New World en "Kissing You", behoorlijk wat aandacht, maar het was pas in 2009 dat ze doorbraken met de hit "Gee". Daarna volgden nummers zoals "Tell Me Your Wish (Genie)", "Run Devil Run" en "Oh!". In 2011, na een aantal optredens in Japan met "Mr. Taxi" en Japanse versies van hun Koreaanse liedjes, keerde de groep terug naar Korea met "The Boys", dat in het Koreaans en Engels werd uitgegeven. Girls' Generation geniet van enorme populariteit in Zuid-Korea. Ook in Japan winnen ze aan bekendheid.
De groep heeft hun roem in Zuid-Korea tevens uitgebreid met hun eerste subgroep, Girls' Generation-TTS, die bestaat uit de leden Taeyeon, Tiffany en Seohyun. De subgroep debuteerde in 2012 met het Koreaanse minialbum "Twinkle", dat enorme aandacht kreeg. In 2014 kwam het drietal terug met het minialbum "Holler". In 2015 kwam het drietal terug met een Christmas mini album, genaamd "Dear Santa" die mede geschreven is door Seohyun.
De officiële muziekvideo's van Girls' Generation zijn op YouTube ruim 1,25 miljard keer bekeken.

## Leden
| Artiestennaam | Geboortenaam                   | Geboortedatum     | Geboorteplaats en -land         |
| ------------- | ------------------------------ | ----------------- | ------------------------------- |
| Taeyeon       | Kim Tae-yeon                   | 9 maart 1989      | Jeonju, Zuid-Korea              |
| Sunny         | Lee Soon-kyu                   | 15 mei 1989       | Orange County, Verenigde Staten |
| Tiffany       | Stephanie Hwang/Hwang Mi-young | 1 augustus 1989   | San Francisco, Verenigde Staten |
| Hyoyeon       | Kim Hyo-yeon                   | 22 september 1989 | Incheon, Zuid-Korea             |
| Yuri          | Kwon Yu-ri                     | 5 december 1989   | Goyang, Zuid-Korea              |
| Sooyoung      | Choi Soo-young                 | 10 februari 1990  | Gwangju, Zuid-Korea             |
| Yoona         | Im Yoon-a                      | 30 mei 1990       | Seoel, Zuid-Korea               |
| Seohyun       | Seo Ju-hyun                    | 28 juni 1991      | Seoel, Zuid-Korea               |

## Voormalig lid
Op 29 september 2014 meldde Jessica op haar persoonlijke Weibo-account uit de groep te zijn gezet. Dit werd door SM Entertainment bevestigd.  Door conflicten tussen de roosters van Jessica en de rest van de groep werd besloten Jessica uit de groep te zetten.
| Artiestennaam | Geboortenaam                 | Geboortedatum | Geboorteplaats en -land         |
| ------------- | ---------------------------- | ------------- | ------------------------------- |
| Jessica       | Jessica Jung / Jung Soo-yeon | 18 april 1989 | San Francisco, Verenigde Staten |

## Discografie
Studioalbums (Korea)
- 2007: Girls' Generation
- 2010: Oh!
- 2011: The Boys
- 2013: I Got a Boy
- 2015: Lion Heart
- 2017: Holiday Night
- 2022: Forever 1

Minialbums (Korea)
- 2009: "Gee"
- 2009: "Tell Me Your Wish (Genie)"
- 2010: "Hoot"
- 2014: "Mr.Mr."

Studioalbums (Japan)
- 2011: Girls' Generation
- 2012: Girls & Peace
- 2013: Love & Peace